# Filiopil, Hmilnîk
Filiopil (în ucraineană Філіопіль) este un sat în comuna Velîkîi Mîtnîk din raionul Hmilnîk, regiunea Vinnița, Ucraina.

## Demografie
Componența lingvistică a localității Filiopil
     Ucraineană (99,57%)
     Alte limbi (0,43%)
Conform recensământului din 2001, majoritatea populației localității Filiopil era vorbitoare de ucraineană (99,57%), existând în minoritate și vorbitori de alte limbi.